# Fachinal (Misiones)
Fachinal é um município argentino da província de Misiones, situado dentro do departamento Capital.
Se situa em uma latitude de 27° 38' sul e em uma longitude de 55° 42' oeste. 
O município possuí uma população de 413, segundo o censo do ano 2001 (INDEC).